# Assembleia Legislativa de Alberta

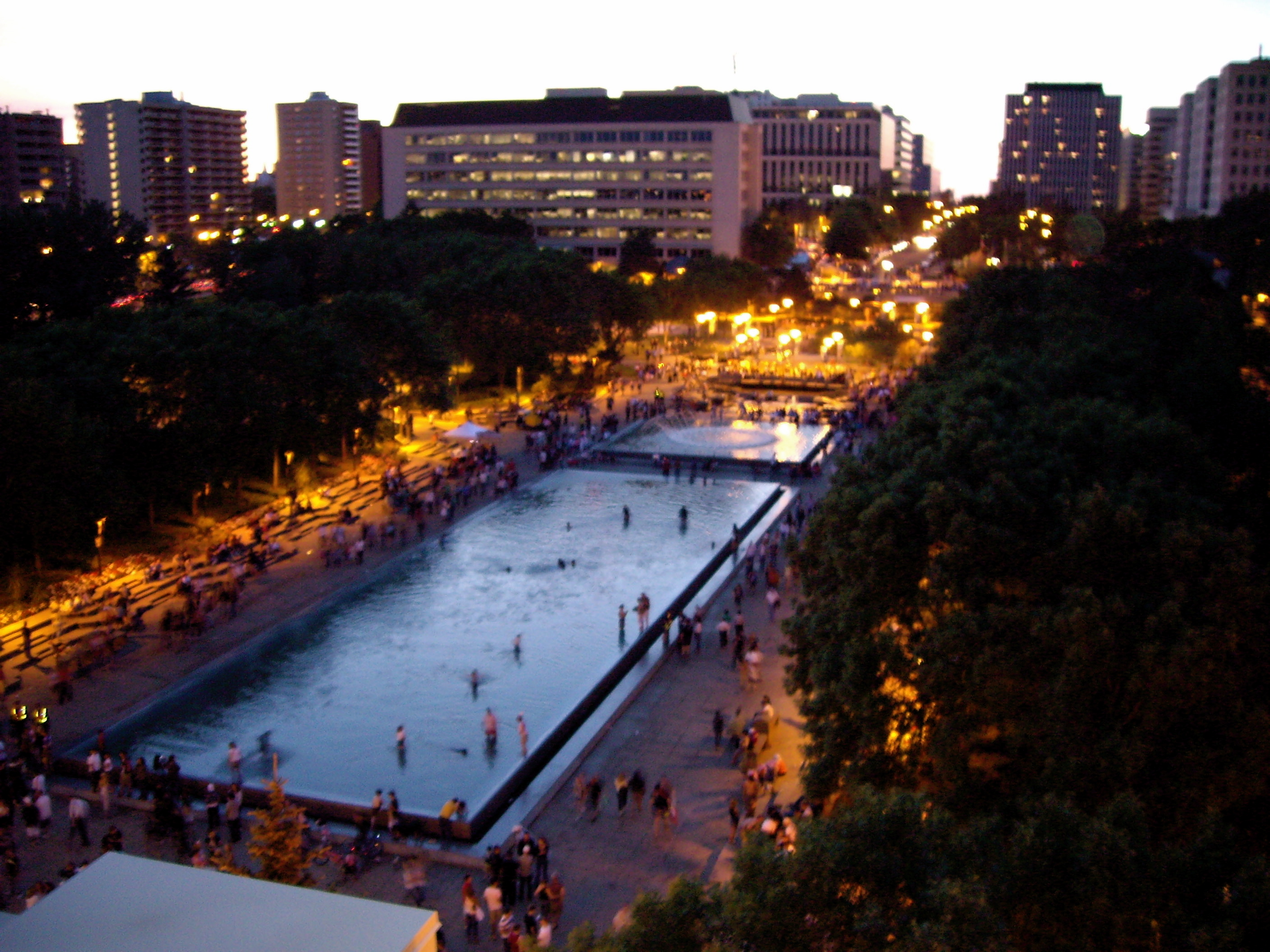

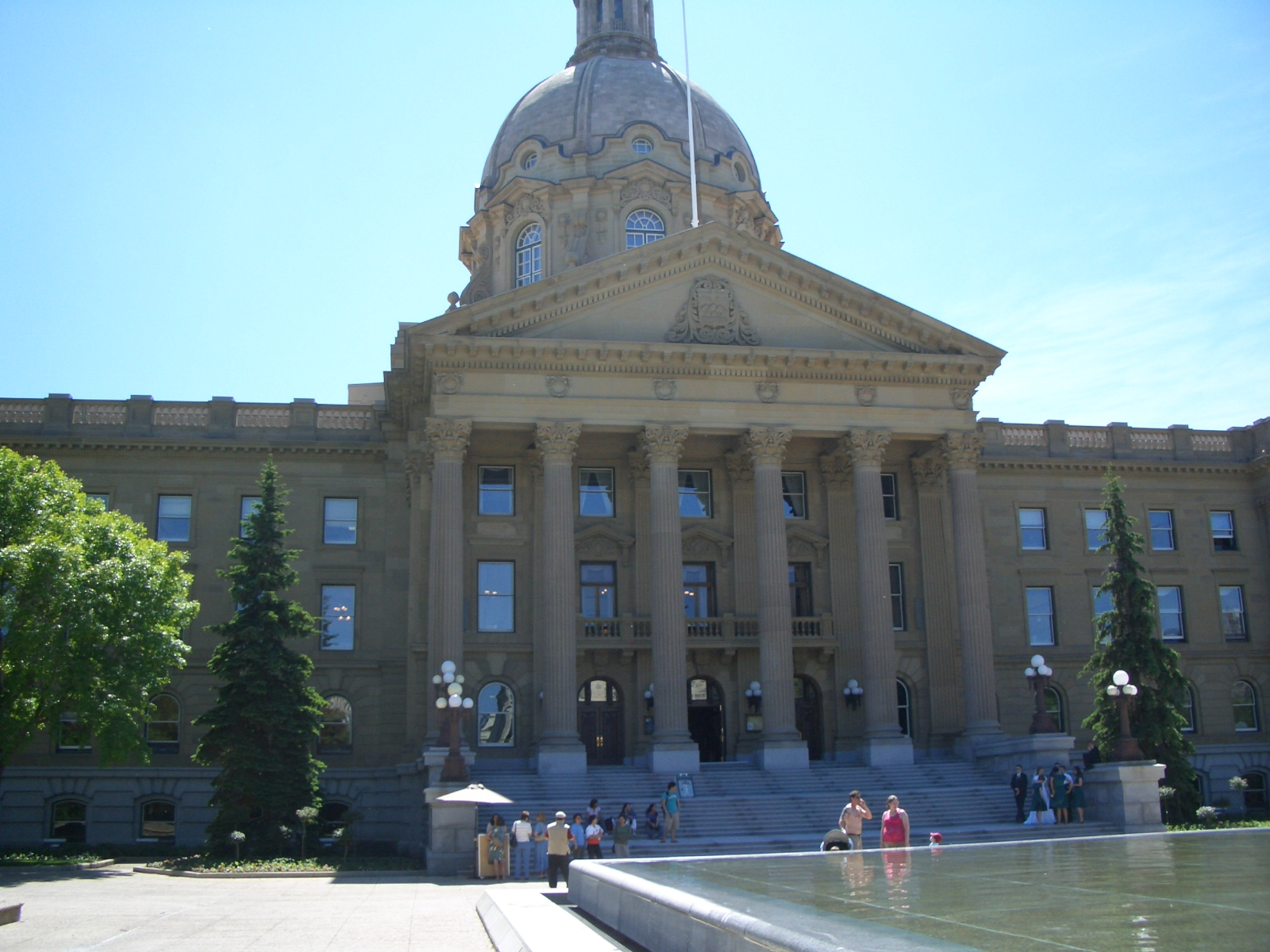
Edifício do Legislativo de Alberta

A Assembleia Legislativa de Alberta é um dos dois componentes da Legislatura de Alberta, sendo o outro, Carlos III, Rei do Canadá, representado pelo vice-Governador da província de Alberta. A legislatura de Alberta encontra-se no Edifício Legislativo de Alberta, na capital da província,  Edmonton. A Assembleia Legislativa é composta por 87 membros, eleitos pelo sistema majoritário nos distritos eleitorais.
O período máximo entre eleições gerais da assembleia, conforme definido pela Constituição do país, é de cinco anos, mas o premier controla a data de eleição e geralmente seleciona uma data no quarto ou quinto ano após a eleição anterior. Desde 2011, Alberta tem data fixa para a eleição, que a legislação estabelece para uma data entre 1 de março e 31 de maio, no quarto ano civil seguinte ao ano anterior a eleição. Alberta nunca teve um governo minoritário, portanto, uma eleição como resultado de um voto de não confiança nunca ocorreu.
Para ser um candidato à eleição para a assembleia, uma pessoa deve ser um cidadão Canadense maior de 18 anos que viveu em Alberta por pelo menos seis meses antes da eleição. Os senadores, os senadores em espera, os membros da Casa dos comuns, e os criminosos presos são inelegíveis.